# Smiřice (stacja kolejowa)
Smiřice – stacja kolejowa w miejscowości Smiřice, w kraju hradeckim, w Czechach. Znajduje się na wysokości 250 m n.p.m.
Jest zarządzana przez Správę železnic. Na stacji istnieje możliwości zakupu biletów i rezerwacji miejsc.

## Linie kolejowe
- 031 Pardubice - Hradec Králové - Jaroměř
- 046 Hněvčeves - Smiřice